# Española
Española è una città principalmente situata nella contea di Rio Arriba, Nuovo Messico, Stati Uniti. Una parte della sezione centrale e orientale della città ricade nella contea di Santa Fe. Española fu fondata nel 1880 come villaggio ferroviario e incorporata come città nel 1925. La città è situata in un'area che Juan de Oñate dichiarò capitale della Spagna nel 1598. Española è stata definita la prima capitale in America. Al censimento del 2010, la città aveva una popolazione totale di 10.495 abitanti. Española si trova all'interno dell'area statistica combinata di Albuquerque-Santa Fe-Las Vegas.

## Geografia fisica
Secondo lo United States Census Bureau, ha un'area totale di 7,97 mi² (20,64 km²).

## Storia

### Etimologia
Española fu chiamata La Vega de los Vigiles (Vigil's Meadow) prima della presenza delle ferrovie. Si ritiene che la città che incominciò come Española fu nominata dai lavoratori della ferrovia. Al momento della costruzione della ferrovia, un piccolo ristorante dell'area era soprannominato "La Española". Ciò è dovuto alla grande presenza di donne spagnole nell'area. Il nome divenne ufficiale nel 1900 ed Española divenne una piccola città ferroviaria. Prima delle ferrovie, questo era il posto dove spagnoli e nativi americani si erano stabiliti per centinaia di anni, guadagnandosi da vivere lungo il Rio Grande.

### Insediamento spagnolo
L'area di Española (conosciuta come "San Juan Valley" ai primi spagnoli) è descritta come la prima capitale fondata in Europa del "Nuovo Mondo". Questa designazione si riferisce a una capitale entro i confini degli Stati Uniti da quando Santo Domingo nella Repubblica Dominicana precede la fondazione di Española da 100 anni come capitale fondata in Europa nelle Americhe. La regione fu esplorata nel 1598 da Juan de Oñate che dichiarò l'area una capitale per la Spagna. Oñate arrivò nell'area di Española l'11 luglio 1598, alla confluenza del fiume Chama e del Rio Grande, dove fondò un accampamento in un luogo allora chiamato Yunque-Yunque. Creò l'insediamento spagnolo in un'area già abitata dai discendenti indigeni degli Anasazi. Quasi un secolo dopo, vicino alla stessa regione, Diego de Vargas fondò la sua villa a Santa Cruz.

### Era della ferrovia
Prima dell'arrivo della ferrovia a scartamento ridotto Denver and Rio Grande Western Railroad (Chili Line) nel 1880, il borgo sul lato ovest del Rio Grande era conosciuto come La Vega de los Vigiles in riferimento alla famiglia Vigil che inizialmente colonizzò l'area. Il primo documento trovato indica che La Vegas de los Vigiles era stata popolata nel 1751, oltre 100 anni prima dell'arrivo della Chili Line. Con l'avvento della ferrovia il nome del borgo fu cambiato in Española. La Chili Line che circolava prevalentemente attraverso la regione delle Montagne Rocciose annunciò un'estensione del percorso del suo scartamento ridotto nel Nuovo Messico settentrionale. La linea fu costruita lungo il Rio Grande, e in seguito fu conosciuta come la Chili Line. Il percorso si estenderebbe in quella che oggi è l'area centrale di Española, e la ferrovia incominciò a vendere lotti nell'area. I commercianti anglo, uomini di montagna e coloni lentamente filtrarono a Española. Frank Bond e suo fratello George, che erano emigrati canadesi, sarebbero poi arrivati in città. Insieme fondarono il più grande impero della lana mercantile e multimilionario dello stato. Con loro arrivarono la crescita economica e l'importanza. Española era la sede di tutti gli interessi della famiglia Bond, che comprendeva oltre 12 aziende in tutto il Nuovo Messico.
Molti residenti della vicina città di Santa Fe non erano soddisfatti della decisione e del fallimento della connessione della ferrovia, provocando protesta. La stazione di Española, tuttavia, comprendeva una stazione di motorizzazione insieme con una rotonda e una piattaforma girevole in modo da poter servire le locomotive. Le strutture sono state costruite ma abbattute o non più in uso dopo sei anni; i piani per la città erano cambiati. La ferrovia avrebbe poi raggiunto Santa Fe per connettersi con la Atchison, Topeka and Santa Fe Railway alla fine del 1887.
Frank R. Frankenburger, un uomo d'affari nato a Fort Scott, Kansas, fu il primo sindaco "eletto"; fu eletto nel 1923. Il primo sindaco che fu scelto in "popolarità" fu Frank Bond, nel 1907. Nel 1925 Española fu incorporata come città. Con l'aumento della popolazione, c'era una forte domanda di istruzione pubblica in città. Venne fondata l'Española High School; sarebbe la più grande scuola dell'area per decenni. La prima scuola superiore dell'area, tuttavia, era la Santa Cruz High School. A due miglia dal centro di Española, aprì nel 1906 nella storica area di Santa Cruz. Nessuna scuola superiore opera dopo una fusione di distretti scolastici nel 1975.
L'esistenza della ferrovia incominciò a dissiparsi con il minimo traffico di passeggeri e le basse spedizioni costrinsero la ferrovia a chiudere nei primi anni 1940. Molti locali sarebbero diventati disoccupati e avrebbero seguito la ferrovia per lavoro a Santa Fe, Albuquerque e nel Colorado centrale. La popolazione di Española cadrà drammaticamente e molte case nel centro della città vennero abbandonate. La maggior parte della gente del posto che restava si rivolgeva all'agricoltura come stile di vita. Molte persone videro Española come un'altra città ferroviaria fallita. La città rimosse i binari della ferrovia e il deposito dei treni negli anni 1960, e le ferrovie sono completamente svanite.

### Post-ferrovia
Con gli inizi del Progetto Manhattan nella vicina Los Alamos, molti abitanti dell'area alla fine trovarono lavoro presso il Los Alamos National Laboratory (LANL). Benché quasi il 9% della popolazione di Española sia stato assunto presso il LANL.
Negli anni 1980 molti edifici storici e case di importanza storica furono abbattuti per il rinnovamento urbano. Española seguì molte altre città del Nuovo Messico in questa tendenza, ma a Española fallì. Gli affari più moderni incominciarono a trasferirsi in città, ma la crescita di Española si era estesa a est attraverso il Rio Grande. Sebbene diversi edifici di importanza storica rimangano nel centro di Española, molti sono inutilizzati o abbandonati. I centri commerciali a strisce sono diventati visibili a Española, il primo è il "centro commerciale Big Rock", fondato dal magnate del petrolio Roy Honstein.
Negli anni 1990, un piano controverso per costruire una "plaza" e una chiesa missionaria in cui un tempo sorgevano molti edifici storici doveva essere preso in considerazione. La città accettò il piano e la gente del posto appoggiò la plaza. Sebbene una plaza non sia mai esistita a Española prima delle ferrovie, fu costruita per rendere omaggio alla cultura spagnola nell'area.

### Storia recente
Nel 1998, Española ha celebrato il 400º anniversario della colonizzazione da parte degli spagnoli e la fondazione della prima colonia europea permanente nel Nord America. L'evento è stato celebrativo per alcuni e controverso per altri.
Il 18 settembre 2008 poi il senatore Barack Obama, candidato democratico alla presidenza degli Stati Uniti, visitò Española per una manifestazione presso la New Plaza della città nel distretto di Main Street.

## Società

### Evoluzione demografica
Secondo il censimento del 2010, la popolazione era di 10.224 abitanti.

### Etnie e minoranze straniere
Secondo il censimento del 2010, la composizione etnica della città era formata dal 67,9% di bianchi, lo 0,5% di afroamericani, il 3,4% di nativi americani, l'1,1% di asiatici, lo 0,0% di oceanici, il 24,9% di altre razze, e il 2,1% di due o più etnie. Ispanici o latinos di qualunque razza erano l'87,1% della popolazione.

## Influenza culturale
La cittadina è da poco diventata nota per essere stata la location principale della serie televisiva The Curse prodotta da Showtime, con protagonisti Emma Stone, Nathan Fielder e Benny Safdie.